# Комратский стадион имени Мумжиева
Комратский стадион имени Мумжиева — спортивный комплекс в Комрате, домашнее поле футбольных команд «Гагаузия» и «Маяк».
Построен на месте футбольного поля в 2011—2012 годы за счёт средств Исполкома Гагаузии, стоимость реконструкции составила 15 млн леев. Стадион на 5,4тыс. мест с шестью четырёхсотметровыми асфальтированными беговыми дорожками и футбольным полем 105 × 68 м.
Имя присвоено в честь председателя комратского колхоза в 1950-е — 1960-е годы Виктора Георгиевича Мумжиева, внесшего заметный вклад в развитие спорта в Комрате.
Во время приезда президента Турции, Эрдогана, 18 октября 2018 года, вертолётом была повреждена крыша комратского стадиона. После визита президент выделил деньги на ремонт стадиона и прилегающей территории.